# Judengasse

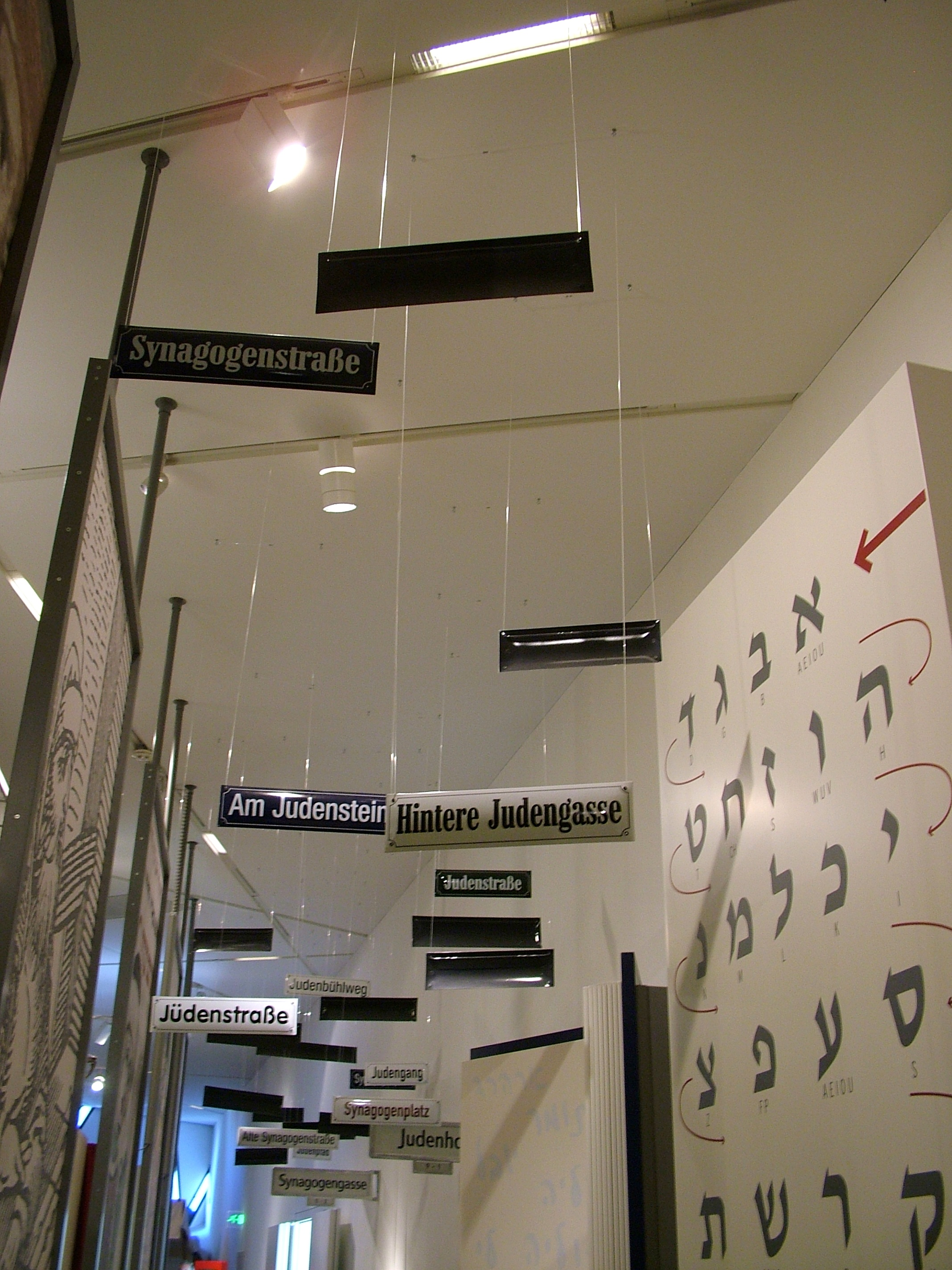
Jüdische Straßennamen, Jüdisches Museum Berlin

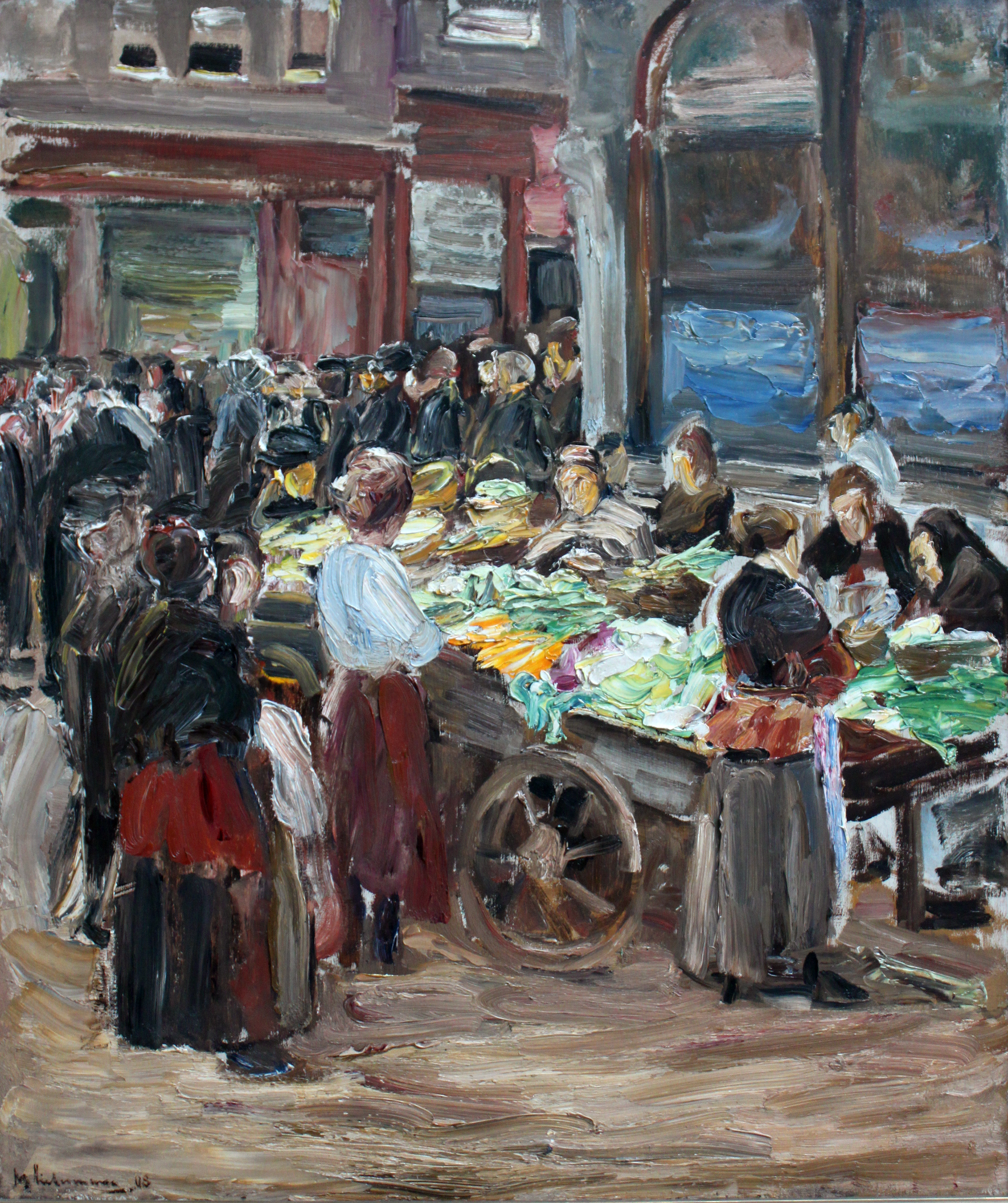
Max Liebermann Die Judengasse in Amsterdam, 1908, Städelsches Kunstinstitut

Eine Judengasse, in der die jüdische Bevölkerung lebte und arbeitete, gab es seit dem Mittelalter in zahlreichen Städten im deutschsprachigen Raum. Abgeschlossene Stadtviertel, in denen Juden lebten, werden – seit diese Bezeichnung 1516 in Venedig dafür eingeführt wurde – aber auch als Ghetto bezeichnet.
Das gemeinsame Wohnen von Juden in einem bestimmten Stadtviertel beruhte im Mittelalter auf religiösen Prinzipien, wie zum Beispiel dem Gebot, nicht weiter als tausend Schritte von der Synagoge zu leben. Das Zusammenleben in einer Straße war jedoch auch in der Notwendigkeit des Schutzes der in einer Stadt ansässigen Schutzjuden begründet.
Typisch für eine mittelalterliche Stadt war das Wohnen und Leben nach Berufsgruppen. So gab es häufig Bäcker-, Schmied- oder Webergassen. Eine eigene Straße für die Juden als eine Gruppe der mittelalterlichen Stadtbewohner war daher nichts Besonderes. In jedem jüdischen Wohnviertel gab es eine Synagoge mit Schule, eine Mikwe, ein Spital und einen eigenen Friedhof. Gemäß ihrer Speisegebote hatten die Juden eigene Metzger und Bäcker. Auch wenn die Juden nicht in Zünften zugelassen waren, arbeiteten sie doch für ihre Gemeinschaft in vielen verschiedenen Berufen. Ihre Gemeinschaft verfügte zudem über einen Rat. So bildete die jüdische Gemeinschaft zwar eine Art Stadt in der Stadt, jedoch ohne Abgrenzung oder Ausgrenzung von den anderen Bewohnern.
Beispiele:
- Judengasse in Berlin
- Judengasse in Köln
- Frankfurter Judengasse
- Nordstraße in Hanau
- Judengasse in Koblenz
- Jüdengasse in Naumburg (→ Naumburg/Geschichte)
- Judengasse in Rottweil (heute Kameralamtsgasse)
- Judengasse in Salzburg
- Judengasse in Stuttgart
- Judengasse in Trier
- Judengasse und Judenplatz in Wien

Siehe auch: Liste der Judengassen
Auch in weiteren Städten wie z. B. Aachen, Ahrweiler, Bad Homburg vor der Höhe, Bad Vilbel, Bonn, Coburg, Eggenfelden, Herford, Herxheim bei Landau/Pfalz, Lippstadt, Nördlingen, Ravensburg, Speyer, Tübingen, Waiblingen, Worms, in Naters und Solothurn in der Schweiz, in Enns, Krems an der Donau und Mattersburg in Österreich gibt oder gab es Judengassen. In Mittenwald lag die Judengasse direkt neben Pfarrkirche und Friedhof. Dabei ist trotz länger zurückliegender Umbenennung in Ballenhausgasse der ursprüngliche Name unter Einheimischen der geläufigere.